# Corpus Inscriptionum Etruscarum
Corpus Inscriptionum Etruscarum (Събрани етруски надписи – CIE) е първият крупен сборник на известните на науката надписи на етруски език.
Корпусът е инициатива и дело на Карл Паули и неговите последователи след 1885 г. Изданието излиза от 1893 г. и е разделено на три части: Северна и Вътрешна Етрурия и от друга територия обитавана от етруските (Долна Етрурия). След смъртта на Олоф Август Даниелсон (Olof August Danielson) в 1933 г., материалите от и по сборника се съхраняват в Швеция, в библиотеката на Упсалския университет.